# Pastoreo FC
El Pastoreo Fútbol Club, o simplemente Pastoreo FC, es un club de fútbol de Paraguay de la ciudad de Doctor Juan Manuel Frutos (ciudad popularmente conocida como Pastoreo) en el Departamento de Caaguazú. Fue fundado el 14 de junio de 2020 sobre la base de los clubes de la Liga Deportiva de Pastoreo, cuya selección obtuvo el derecho de competir por primera vez en la División Intermedia (Segunda División) del fútbol paraguayo, luego de coronarse campeón del Campeonato Nacional de Interligas (Tercera División) en la temporada 2019-20.Intermedia: Pastoreo debutará en Minga Guazú

## Estadio
El club posee un pequeño estadio propio en su municipio, pero debido a su reducida capacidad desde el año 2024 suele oficiar de local en el recientemente inaugurado Estadio Bosque Grande, perteneciente a la Liga Caaguaceña de Fútbol, de la vecina ciudad de Caaguazú, que cuenta con una capacidad para 5.000 espectadores.
Por un tiempo, durante el año 2022 y 2023 el club llegó a utilizar el Estadio Municipal de Campo 9 del cercano distrito de Juan Eulogio Estigarribia, el cual posee una capacidad para 3 000 personas.

## Datos del club
- Temporadas en Segunda División: 3 (2022, 2023, 2024).

## Palmarés

### Torneos nacionales
- Como selección de la Liga Deportiva de Pastoreo

| Torneos nacionales oficiales | Torneos nacionales oficiales | Torneos nacionales oficiales |
| Competición                  | Títulos                      | Subcampeonatos               |
| ---------------------------- | ---------------------------- | ---------------------------- |
| Nacional Interligas (1)      | 2019-20                      |                              |